# Schützenalleetunnel
Der Schützenalleetunnel ist ein Straßentunnel in der Stadt Freiburg im Breisgau. Der 932 Meter lange Tunnel ist Teilstrecke der B 31 auf dem Weg nach Donaueschingen und wurde zwischen den Jahren 1997 und 1999 erbaut, aber erst im Oktober 2002 gemeinsam mit dem Kappler Tunnel eröffnet, der sich östlich in der Streckenführung anschließt. Der Tunnel besteht aus einer Röhre mit zwei mal zwei Fahrstreifen und beidseitigen Nothaltebuchten. Der Tunnelquerschnitt beträgt 170 bis 190 Quadratmeter, im Bereich der Fahrbahnwechsel und des Betriebsgebäudes sind es 270 Quadratmeter. Da das Tunnelbauwerk sehr dicht an historisch bedeutsamer Bausubstanz verläuft, stützen besondere Unterfangungen und sogenannte Injektionssäulen das Bauwerk. Der Tunnel unterquert im Freiburger Stadtteil Wiehre die Schützenallee, nach der er benannt ist.
In sämtlichen vorgeschlagenen Alternativen des sich derzeit in Diskussion befindlichen Freiburger Stadttunnels ist der Schützenalleetunnel als Ausgangspunkt vorgesehen. Nach einer eventuellen Fertigstellung des Stadttunnels sollen der Kappler Tunnel und der Schützenalleetunnel Teil einer Stadtautobahn durch Freiburg werden. Dies gab die Stadtverwaltung Freiburg am 23. Mai 2012 bekannt.
Im Gegensatz zu den meisten anderen doppelröhrigen Straßentunnels in Baden-Württemberg (in welchen ein Tempolimit von 100 km/h gilt), gelten im Schützenalletunnel und Kappler Tunnel jeweils ein Tempolimit von 80 km/h.
Eine Brandschutzuntersuchung im Jahre 2021 ergab: Wegen einer Zunahme des Verkehrs kommt es mittlerweile mehrmals pro Woche zu Staus Richtung Innenstadt in den Tunnels. Bei Inbetriebnahme war man davon ausgegangen, dass dies einmal pro Monat geschehen könnte. Daher schaltet seit 13. September 2021 bei Staugefahr die Ampel im Osten vor den beiden Tunnels auf Rot und die Schranken schließen sich, damit sich der Verkehr vor und nicht im Tunnel staut.

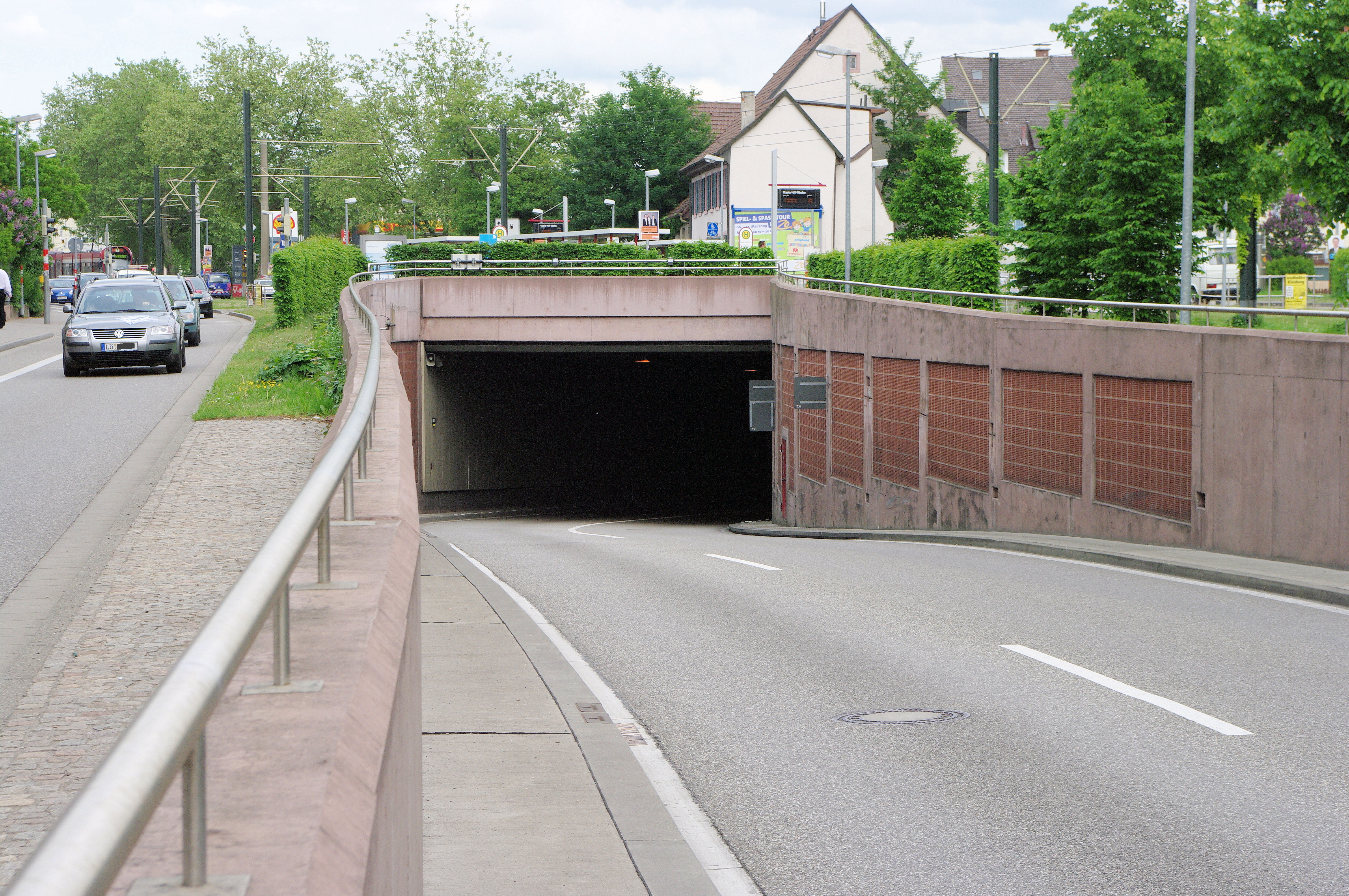
Westportal Nordröhre: Stadtseitige Ausfahrt
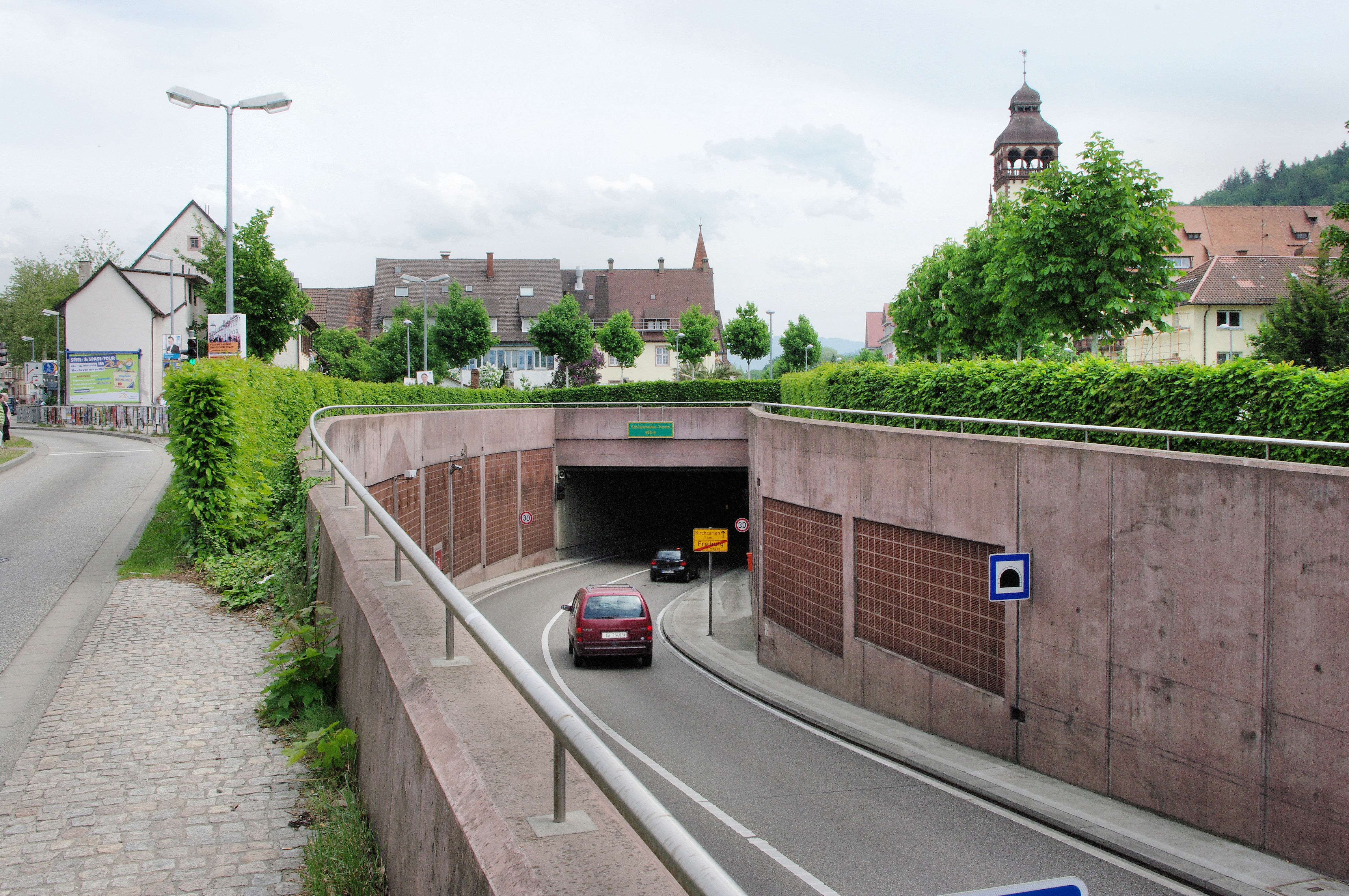
Westportal Südröhre: Stadtseitige Einfahrt
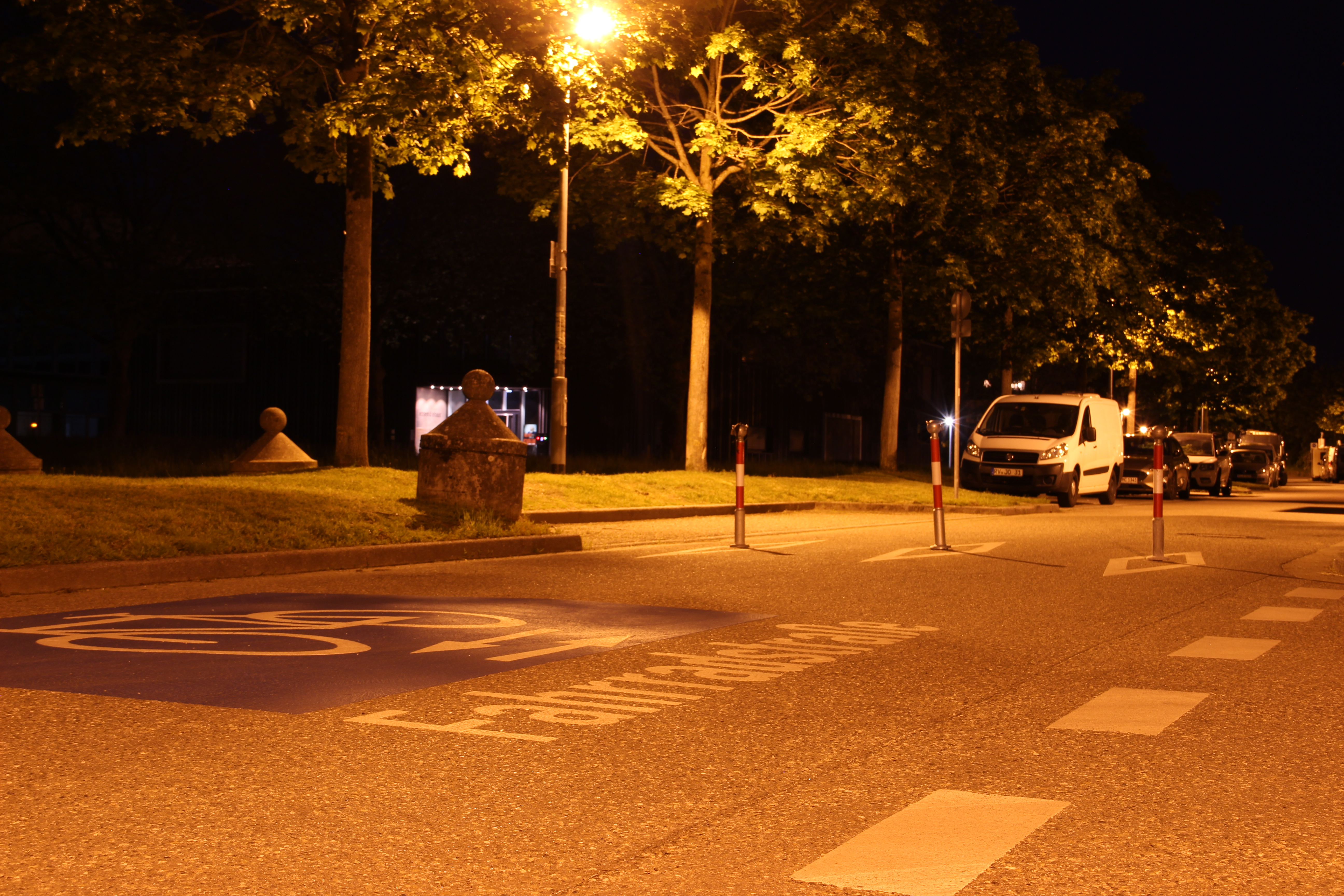
Für den Kfz-Durchgangsverkehr gesperrte Schützenallee